# Jan Kazimierz Sapieha den Yngre
Jan Kazimierz Sapieha den Yngre (litauisk: Jonas Kazimieras Sapiega jaunesnysis) (født 1637, død 1720) var felthétman for Litauen fra 1681, 1682 blev han Voivod af Vilnius (1682-1703). Fra 1683 til 1703 og 1705-1708 var Jan Kazimierz Sapieha Litauens storhétman. 
I 1708 overtog hans nevø Jan Kazimierz Sapieha den Ældre titlen som Litauens storhétman.
Jan Kazimierz Sapieha den Yngre grundlagde Sapieha Slot i Vilnius, tegnet af Pietro Perti fra Italien.